# آماتورا
آماتورا یک شهرداری است که در ایالت آمازوناس (برزیل) واقع شده است.

این شهرداری بخشی از ایستگاه محیط‌زیست جوتای سولیموس می‌باشد.